# Langues tchécoslovaques
Les langues tchécoslovaques sont le sous-groupe des langues slaves occidentales comprenant le tchèque, le slovaque et possiblement le haut-silésien.
La plupart des variétés du tchèque et du slovaque sont mutuellement intelligibles, formant un continuum de dialectes (couvrant les dialectes moraves intermédiaires) plutôt que deux langues clairement distinctes. Les formes standardisées de ces deux langues sont cependant facilement identifiables et reconnaissables, en raison de la disparité du vocabulaire, de l'orthographe, de la prononciation, de la phonologie, des suffixes et des préfixes. Les dialectes slovaques orientaux sont plus divergents et forment un continuum de dialectes plus large avec le sous-groupe des langues léchitiques, en particulier le polonais.
Le nom de « tchécoslovaque » est principalement réservé à une norme écrite officielle destinée à unifier le tchèque et le slovaque, créée au XIXe siècle (mais fondée dans une plus grande mesure sur le tchèque que sur le slovaque).